# پوخووو (لوچانی)
پوخووو (به صربی: Puhovo) یک منطقهٔ مسکونی در صربستان است که در لوچانی واقع شده‌است. پوخووو ۶٫۴۳ کیلومتر مربع مساحت و ۶۱۸ نفر جمعیت دارد و ۴۱۰ متر بالاتر از سطح دریا واقع شده‌است.